# Крестьянинов, Валерий Иванович
Валерий Иванович Крестьянинов (12 июля 1950, с. Таскан, Магаданская область) — председатель Законодательного Собрания Калужской области с 15 марта 2001 по 14 ноября 2004 года.

## Биография
Окончил Московский инженерно-строительный институт (инженер-строитель), Российскую Академию государственной службы при Президенте РФ.
Работал:
- мастером, старшим прорабом строительно-монтажного управления;
- заместителем по вопросам экономики управляющего трестом «Жилстрой» (г. Калуга);
- вторым секретарём Московского райкома КПСС г. Калуги;
- заместителем председателя Калужского горисполкома;
- заместителем начальника лицензионного центра департамента строительства и средств сообщения администрации Калужской области;

С ноября 1996 года — заместитель Председателя Законодательного Собрания Калужской области II и III созывов. С 15 марта 2001 года сменил Виктора Колесникова на посту Председателя собрания после его ухода в Совет Федерации. 
На выборах в региональный парламент 14 ноября 2004 года потерпел поражение и не был избран депутатом.
В 2004—2011 заместитель министра экологии и благоустройства Калужской области.
С 2011 года на пенсии.
С 2012 по 2015 годы входил в третий состав Общественной палаты Калужской области.

## Награды
За большой личный вклад в законотворческую деятельность, социально-экономическое развитие Калужской области и в связи с 15-летием регионального парламента награждён Почётной грамотой Законодательного Собрания Калужской области.